# Phytomyza superba
Phytomyza superba är en tvåvingeart som beskrevs av Spencer 1969. Phytomyza superba ingår i släktet Phytomyza och familjen minerarflugor.
Artens utbredningsområde är British Columbia. Inga underarter finns listade i Catalogue of Life.